# The Snake
Albums de Harvey Mandel
Baby Batter Get Off in Chicago
The Snake est le cinquième album du chanteur américain de blues rock, funk et jazz fusion, Harvey Mandel. Il sort en 1972 chez Janus Records.

## Liste des pistes
Sauf mention contraire, les pistes sont composées par Harvey Mandel.
| 1.    | The Divining Rod | 3:04 |
| 2.    | Pegasus (Composé par Jim Taylor)                                                                                     | 3:30 |
| 3.    | Lynda Love | 2:45 |
| 4.    | Peruvian Flake | 3:31 |
| 5.    | The Snake (Composé par Harvey Mandel et Larry Taylor)                                                                | 3:15 |
| 6.    | Uno Ino (Composé par Harvey Mandel, Jim Carroll et Skip Taylor)                                                      | 2:34 |
| 7.    | Ode to the Owl | 2:42 |
| 8.    | Levitation (Composé par Charles Lloyd et Harvey Mandel)                                                              | 5:14 |
| 9.    | Bite the Electric Eel (Composé par Don "Sugarcane" Harris, Harvey Mandel, Paul Lagos, Randy Resnick et Victor Conte) | 4:15 |
| 30:50 | |      |